# پنج بچه و آن
«پنج بچه و آن» (انگلیسی: Five Children and It) عنوان کتاب مشهوری از مجموعهٔ سه‌گانهٔ سامید اثر ادیت نسبیت، نویسندهٔ داستان‌های کودک و نوجوان بریتانیایی است.